# ألتون تاورز
منتجع ألتون تاورز (UK: /ˈɒltən/ UK: /ˈɒltən/ OL-tən)، يشار إليه غالبًا باسم ألتون تاورز، هي مدينة ترفيهية ومجمع منتجع في ستافوردشاير بإنجلترا، حوالي 26 كلم إلى الشرق، بالقرب من قرية ألتون. تُشغل مجموعة ميرلين إنترتينمنتس (بالإنجليزية: Merlin Entertainments)‏ الحديقة التي تضم متنزهًا ومتنزه مائيًا ومنتجعًا صحيًا وميني غولف ومجمع فندقي.
العقار في الأصل خاص، افتتح ألتون تاورز للجمهور في عام 1860  م لجمع الأموال. تحول في أواخر القرن العشرين إلى متنزه وافتتح عددًا من الألعاب الجديدة بدايةً من عام 1980  م. في عام 2019  م ، كانت ثاني أكثر المنتزهات الترفيهية زيارةً في المملكة المتحدة حيث بلغ عدد زوارها 2،130،000 زائر، مما يضعه بعد ليغولاند وندسور. ومن أكثر الأماكن زيارة في أوروبا.تحتوي الحديقة على العديد من عوامل الجذب مثل نهر الكونغو، قطار راناواي ماين ‏، نمسيس، اوبليفون، غالاكتيكا، ذا سمايلر ‏، ويكر مان ‏.
وهي تشغل ما مجموعه عشر أفعوانيات وتوفر مجموعة من خيارات الإقامة والسكن بجانب المنتزه الترفيهي. تشمل المرافق منتتزه ألتون تاورز المائي ومرافق المؤتمرات وملعب غولف مجنون وملعب الحبال العالية.
عادة ما يفتح المنتزه الترفيهي من أواخر مارس إلى أوائل نوفمبر، في حين أن العديد من الفنادق والمرافق مفتوحة على مدار العام. يغلق المنتزه الترفيهي أحيانًا في منتصف الأسبوع في الأشهر الأكثر هدوءًا. تتستضاف الأحداث الخاصة على مدار العام، بما في ذلك مهرجان ألتون تاورز للفزع (حدث عيد الهالوين في الحديقة)، وعرض الألعاب النارية في نهاية الموسم الذي أقيم في الأيام الثلاثة الأخيرة من الموسم.

## التاريخ
افتتح ألتون تاورز لأول مرة للجمهور بشكل منتظم بعد افتتاح محطة السكة الحديدية ألتون تاورز. دفعت الأموال التي جمعت من رحلات السكك الحديدية إلى الإيرل وساعدت في الحفاظ على صيانة الأراضي.
في عام 1924  م، شكل مجموعة من وكلاء العقارات المحليين شركة ألتون تاورز المحدودة لتولي ملكية العقار وبدأت في استعادة الحدائق كمنطقة جذب سياحي. في الخمسينيات من القرن الماضي، شمل ذلك تشغيل أرض المعارض، وبحلول السبعينيات من القرن الماضي، تضمنت بحيرة للقوارب ومصعد.
استحوذ المطور العقاري جون بروم على الحديقة بعد أن تزوج من ابنة المساهم الأكبر دينيس باغشو في عام 1973  م ثم اشترى لاحقًا جميع امتيازاتها. من هناك، بدأ مدينة الملاهي من خلال تطوير مناطق جديدة وتركيب جولات دائمة، بما في ذلك اللولب الفليني، وفلورم، حول العالم في 80 يومًا، والثقب الأسود وغراند كانيون رابيدز.
في عام 1990  م، باع بروم ألتون تاورز إلى مجموعة توسو، ثم قسمًا من بيرسون، بعد أن واجه تطويره لمحطة باترسي السابقة إلى مدينة ملاهي شقيقة صعوبات مالية. جلب تغيير ملكية المتنزه حقبة أخرى من التطور، بما في ذلك فتح مناطق كبيرة ذات طابع خاص ومناطق جذب جديدة، مثل قطار منجم رناواي (1992)، البيت المسكون (1992)، توي لاند تاورز (1994)، ونمسيس (1994). ضم فريق تطوير منتزه توسو من عام 1990  م إلى عام 2002  م نتج الجذب الشهير جون واردلي من بين آخرين.

## روابط خارجية
- الموقع الرسمي
- التراث المفقود: التاريخ المعماري الكامل للمنزل
- "وصف مجالات الموضوع". مؤرشف من الأصل في 2009-10-01.
- فيلم 1930 أبراج ألتون
- شعارات النبالة في أبراج ألتون
- أبراج ألتون: قبل أن تكون مشهورة (في منطقة جويلاند)